# Meryem Moutaoukkil
Meryem Moutaoukkil (* 1971 in Rabat) ist eine marokkanisch-deutsche Schauspielerin und ehemalige Leichtathletin.

## Leben
Meryem Moutaoukkil war in jungen Jahren marokkanische Meisterin im 400-Meter-Hürdenlauf. Sie absolvierte Ausbildungen zur Sportlehrerin und zur Masseurin.
Neben ihrer Tätigkeit als Schauspielerin ist Meryem Moutaoukkil als „spirituelle Lebensberaterin“ tätig und praktiziert und lehrt eine Meditationsform namens „ThetaHealing“.
Ihre beiden Söhne Emilio Sakraya und Ilyes Raoul sind ebenfalls als Schauspieler tätig.

## Filmografie
- 2018: 4 Blocks (4 Folgen)
- 2021: Tatort: Heile Welt
- 2021: Die Rettung der uns bekannten Welt
- 2022: Der Russe ist einer, der Birken liebt
- 2022: Munich Games (2 Folgen)
- 2022: Rheingold
- 2022: Watzmann ermittelt (1 Folge)
- 2023: Letzte Spur Berlin (1 Folge)
- 2023: A better Place
- seit 2023: Die Pfefferkörner

## Hörspiele (Auswahl)
- 2013: Robert Swindells: Dash und Zoe (Dashs Mutter) – Regie: Robert Schoen (Hörspielbearbeitung, Kinderhörspiel – HR)[1]